# 2734 Hašek
2734 Hašek è un asteroide della fascia principale del diametro medio di circa 22,54 km. Scoperto nel 1976, presenta un'orbita caratterizzata da un semiasse maggiore pari a 3,1612933 UA e da un'eccentricità di 0,0225716, inclinata di 16,56837° rispetto all'eclittica. L'asteroide è dedicato allo scrittore ceco Jaroslav Hašek.